# Land Rover 101 Forward Control
A Land Rover 101 Forward Control a Land Rover által a brit hadseregnek gyártott jármű.

## Története

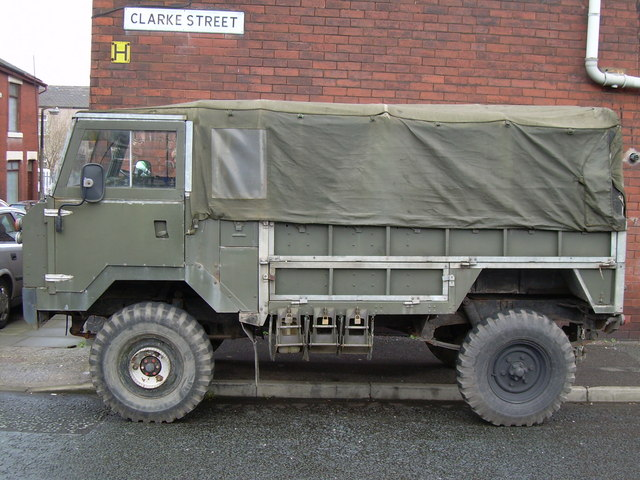
Oldalnézet.

A járművet elsősorban a hadsereg által előírt igények szerint tüzérségi vontatónak gyártották és könnyű tábori lövegek (mint az L118 Light Gun) vontatására tervezték, ezen felül egy tonnányi lőszer és egyéb felszerelés szállítására a hátsó raktérben, ennek köszönhetően kapta a Land Rover One Tonne alternatív nevet. A járművet légi úton könnyen szállíthatónak tervezték; a 3,5 literes Rover V8 motort a kabin alá helyezték, ezáltal elhagyhatták az előrenyúló motorteret, így a jármű többé-kevésbé négyzetes alakú lett, lecsökkentve a kihasználatlan helyet a repülőgépek belsejében.
A 101 Forward Control hivatalos név a jármű 101 inches (2565 mm) tengelytávolságából ered, illetve a vezető elhelyezkedéséből, valamivel az első kerekek előtt és felett. Mivel a vezetőfülke jóval magasabban van a földtől, a jármű első kerekeit egy szokatlan kiegészítővel látták el (melyet már évek óta használtak a sokkal régebbi Mercedes Unimog S404 teherautón); egy karimát helyeztek el a kerékfelni közepe körül, melyet a katonák fellépőként használhattak.
A 101 Forward Control fejlesztése 1967-ben kezdődött, a tervezőcsapat vezetője pedig Norman Busby (1931 október 14 - 2005 június 30) volt. A gyártás 1972 és 1978 között folyt. Az összes járművet a Lode Lane-i Land Rover gyárban készítették Solihull-ban. Eredetileg minden jármű ponyvatetős tüzérségi vontató kivitelben készült, de később jó néhányat átépítettek keménytetős mentőautó és kommunikációs teherautó típusra. Egy ritka variáció, az elektronikus hadviselésre kifejlesztett Vampire is létezett. Ismert, hogy mindössze csak 21 darab készült ebből a kivitelből és mára már csak kevesebb, mint a járművek fele maradt meg.
A 101 Forward Control szolgált a Royal Air Force ezredében is. Két 101-est osztottak be minden Rapier rakétaindítóhoz. A brit RAF Rapier rendszerhez három Land Rovert használtak, a 101 Firing Unit Tractor (FUT) típusokra egy 24 voltos csörlőt szereltek, ezek vontatták a rakétaindító trélereket, ezen felül további négy Rapier rakétát, vezérlő felszerelést és rádiót is szállítottak. A 12 voltos csörlővel felszerelt 101 Tracking Radar Tractor (TRT) járműveken, melyek a Blindfire Radar trélereket vontatták, négy Rapier rakétát és vezérlő felszerelést is elhelyeztek. Végül egy Land Rover 101 járművet arra használtak, hogy egy kilenc rakétával megrakott pótkocsit vontasson, saját rakfelületét pedig a rakétaindítók egyéb felszereléseivel pakolták meg.
A 101 járműveket használták mentőautónak is, felépítményét a cambridge-i Marshalls gyártotta.
A 101 Forward Control járműveket mind bal- és jobbkormányos kivitelben is gyártották 12 vagy 24 voltos elektromos rendszerekkel.
Néhány 101-est teljesítményleadó tengellyel meghajtott Nokken csörlőkkel gyártottak, melyeket a karosszéria közepén helyeztek el, lehetővé téve ezzel, hogy a jármű elejéről vagy végéről is csörlőzzenek. Egy másik variáció ismert volt egy kis számú előgyártott típuson, amelynél egy pótkocsit akasztottak a jármű után. A pótkocsit a teljesítményleadó tengellyel hajtották meg, így egy 6×6 hajtásképletű járművet létrehozva. Ezt a kivitelt végül a sorozatgyártás előtt elhagyták, mivel rájöttek, hogy a pótkocsi alkalmanként a járművet az oldalára borította, ha akadályon keltek át vele.
Az 1990-es évek végén a védelmi minisztérium kivonta a szolgálatból a 101-eseket, helyét pedig a Defenderek és a Pinzgauer-ek vették át.

## Ausztrália
A ausztrál hadsereg 50 darab 101 Forward Control járművet kapott, melyeket a Rapier rakéták vontatására használták. Ezeket már leszerelték, de egy részük magánkézben megmaradt.

## Filmes pályafutás

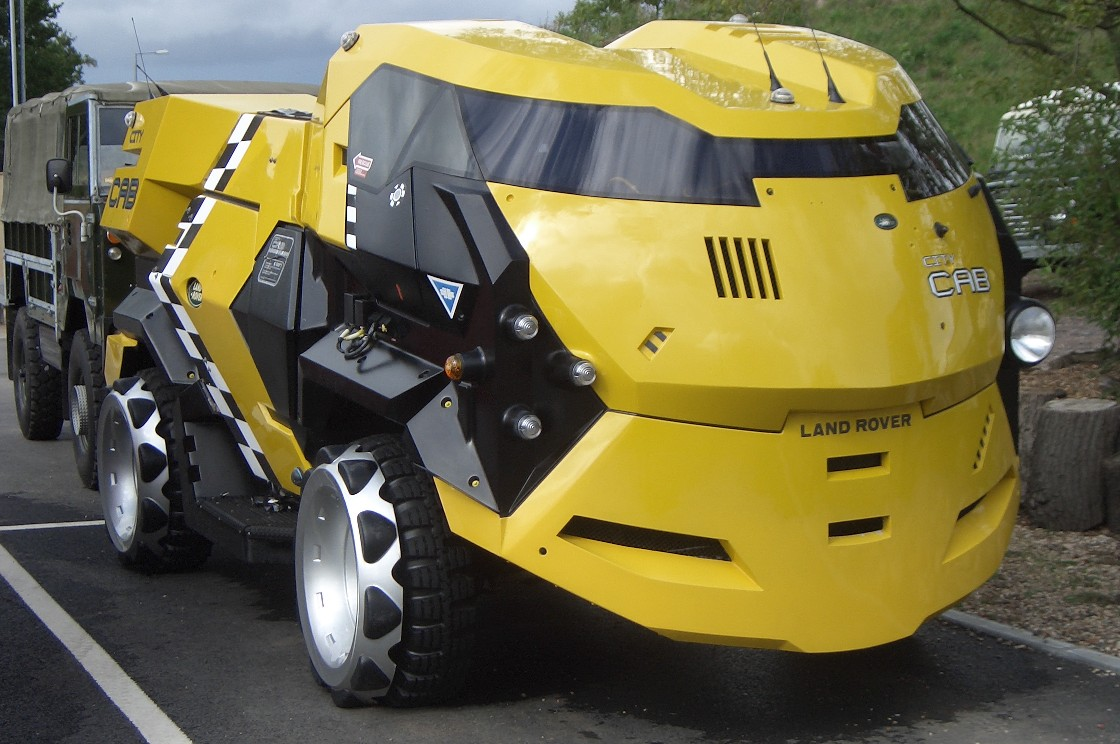
A 101 ahogyan a Dredd Bíró című filmben megjelent

A Land Rover 31 járművet épített át Sylvester Stallone 1995-ös Dredd Bíró című filmjéhez. A filmben, 2139-ben a Land Rover a világ egyetlen megmaradt járműgyára, a zöld ovális logó látható is a járművek elején. Ezek közül néhány napjainkban is létezik, méghozzá vezethető állapotban, gyakran feltűnnek a Land Rover által rendezett eseményeken is.

## Fordítás
- Ez a szócikk részben vagy egészben  a   Land Rover 101 Forward Control című angol Wikipédia-szócikk ezen változatának fordításán alapul.  Az eredeti cikk szerkesztőit annak laptörténete sorolja fel. Ez a jelzés csupán a megfogalmazás eredetét és a szerzői jogokat jelzi, nem szolgál a cikkben szereplő információk forrásmegjelöléseként.